# Poorten in Utrecht (stad)

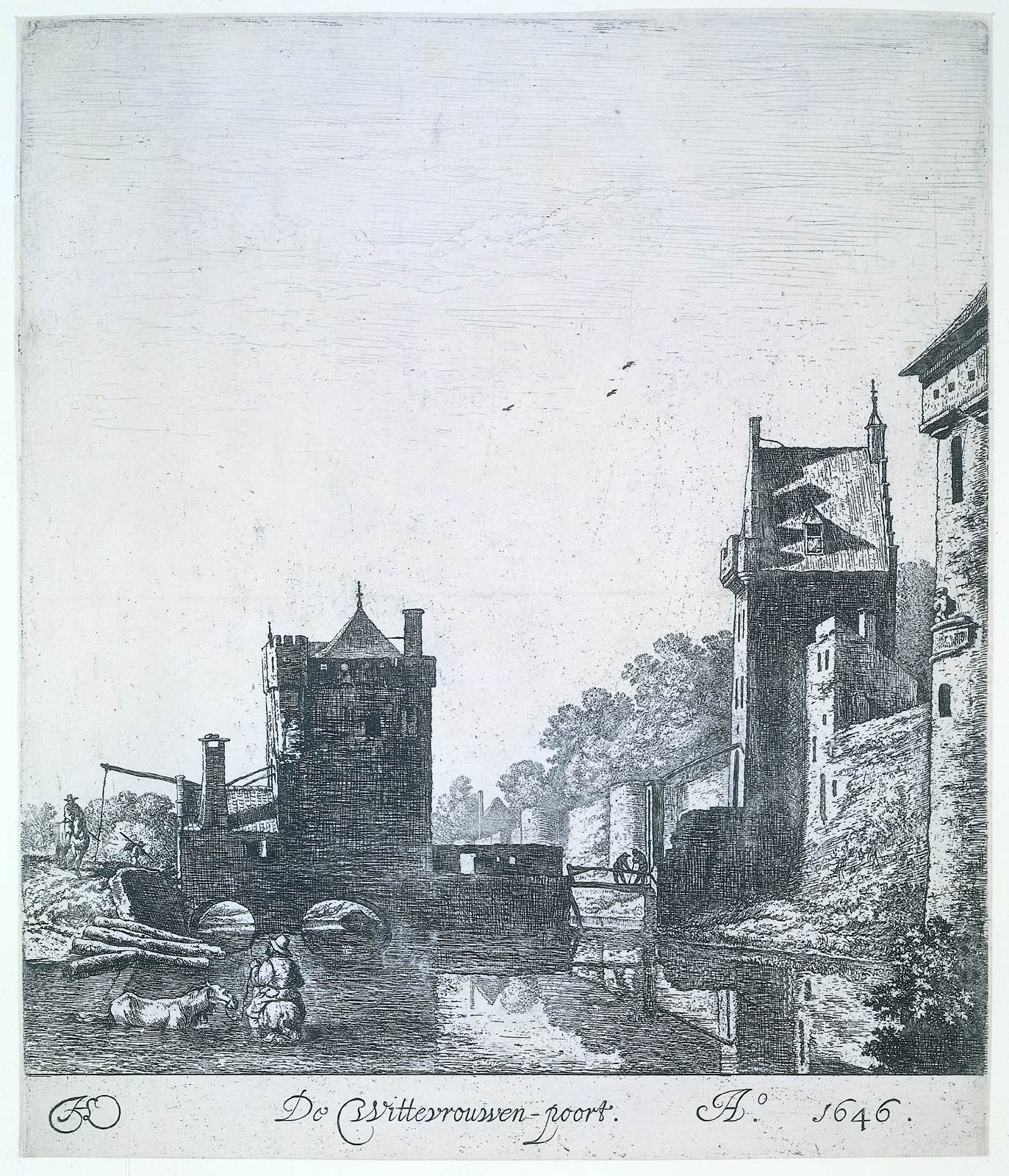
Stadspoort: de Wittevrouwenpoort in 1646 afgebeeld door Herman Saftleven.

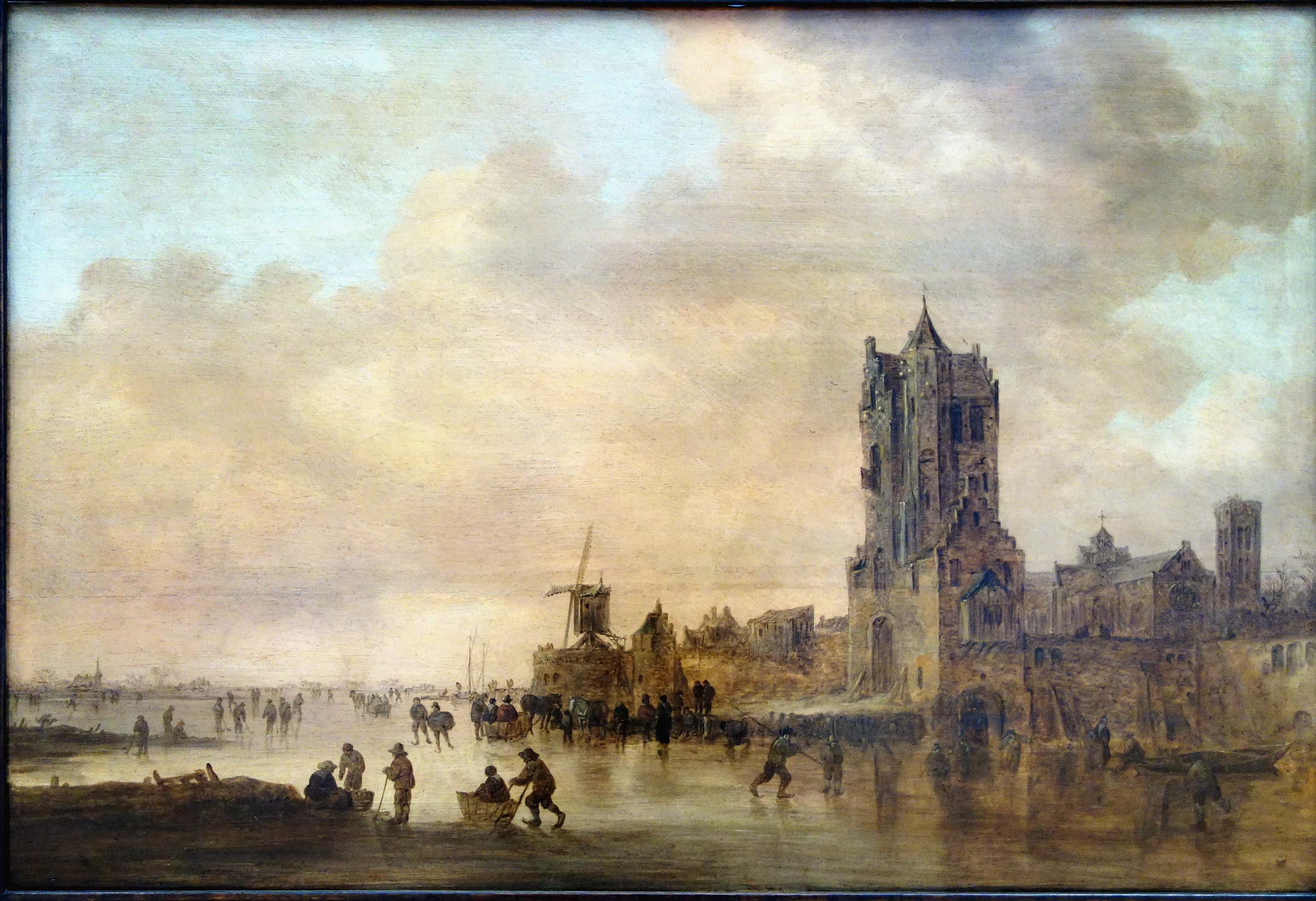
Buitenpoort: 17e-eeuws schilderij van Jan van Goyen met de Pellecussenpoort.

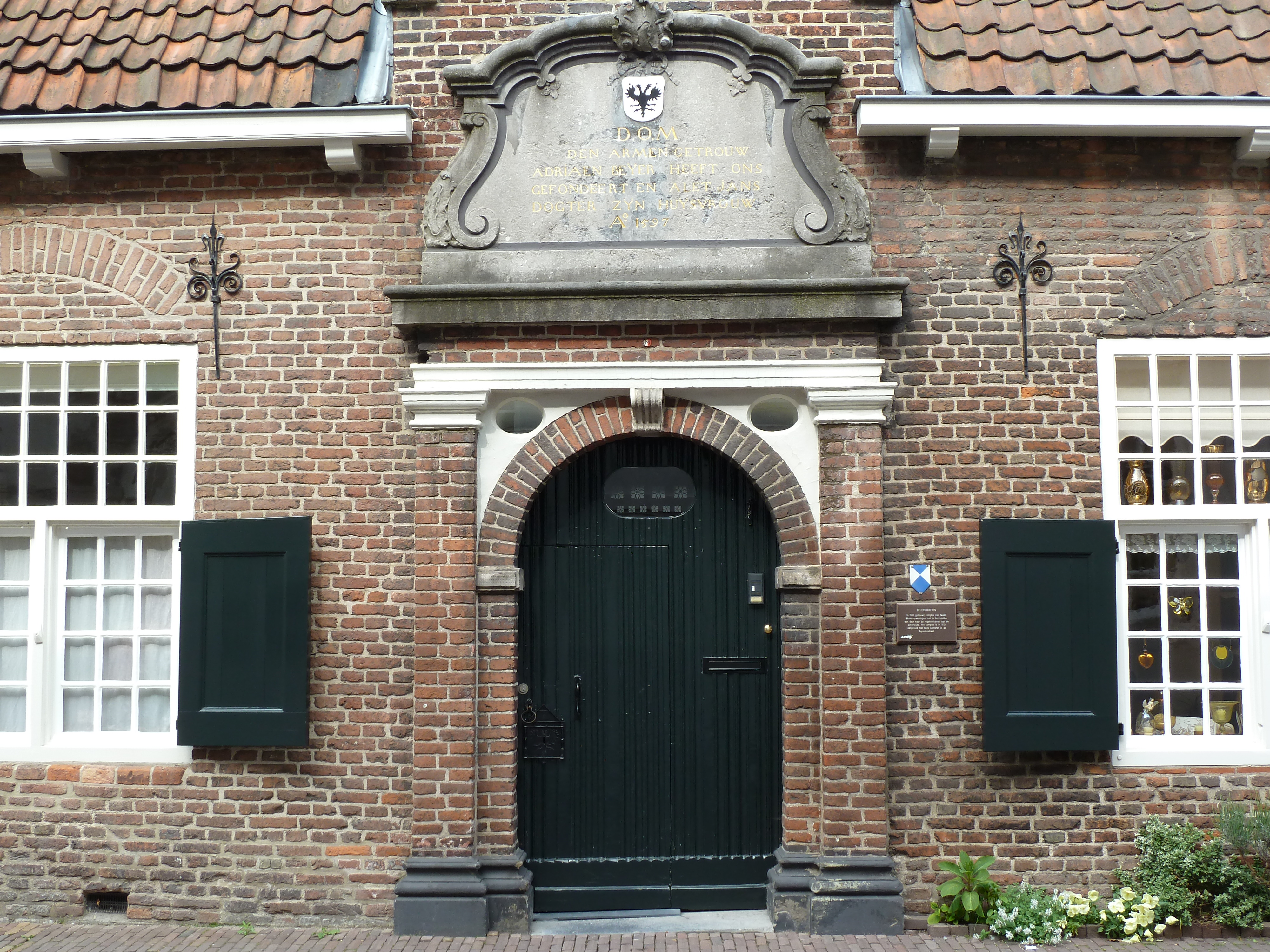
Lange Nieuwstraat bij 122, poort met gevelsteen van de Beyerskameren naar de regentenkamer.

De Nederlandse stad Utrecht telt en telde diverse bijzondere poorten. 
Tot de noemenswaardige poorten behoren onder andere meerdere voormalige stadspoorten. In de stadsvrijheid bevonden zich tevens een aantal buitenpoorten. Bijzondere poorten die nog in Utrecht zijn overgebleven zijn veelal een monument of maken onderdeel uit van een monumentaal pand.

## Stadspoorten
- Catharijnepoort, westelijke stadspoort
- Tolsteegpoort(en), zuidelijke stadspoort(en)
- Weerdpoort, noordelijke stadspoort
- Wittevrouwenpoort, oostelijke stadspoort

Deze in de middeleeuwen ontstane stadspoorten zijn alle rond 1850 gesloopt. Aan het bolwerk Lepelenburg bevond zich nog de Maliepoort, die toegang gaf tot de buiten de stad gelegen maliebaan. Ter hoogte van de Mariaplaats is tevens rond 1616 het Mariawaterpoortje aangebracht in de stadsmuur.

## Buitenpoorten
- Doofpoort, ook wel Bleyckpoort genoemd, poort aan de westkant buiten de stad
- Ganspoort, buitentoegang tot het zuidelijke gerecht Tolsteeg
- Gildpoort, oostelijke toegang tot de oostelijke voorstad
- Pellecussenpoort, poortgebouw ten noorden van de stad aan de Vecht

Geen van deze buitenpoorten is bewaard gebleven. 

## Overig
- Achter de Dom 22, poortje met natuurstenen versieringen uit 1644 in een modern gebouw toegepast (rijksmonument)
- Achter Sint Pieter 27, 17e-eeuws natuurstenen poortje met beeldhouwwerk, oorspronkelijk behorende bij de Haveloozenschool (rijksmonument)
- Mariastraat 28, Bakkerspoort, poortgebouw behorend bij Huis Zoudenbalch (rijksmonument)
- Boterstraat 22, Sint Eloyen Gasthuis met poortje uit 1644 (rijksmonument)
- Herenstraat bij 29, poortje met geblokte versieringen en bovenlicht (rijksmonument)
- Kromme Nieuwegracht (bij) 13, poortje met gotisch omlijstingsprofiel (rijksmonument)
- Laan van Chartroise 168, poortgebouw klooster Nieuwlicht (rijksmonument)
- Lange Elisabethstraat bij 9, achteruitgang van Kasteel van Antwerpen in de vorm van een poort (rijksmonument)
- Lange Nieuwstraat bij 61, poortje met steen 'In de koeivoet 1641' (rijksmonument)
- Lange Nieuwstraat bij 122, poort met gevelsteen van de Beyerskameren naar de regentenkamer (rijksmonument)
- Nicolaasdwarsstraat 1, poort met gevelsteen van mr. Evert van de Poll (rijksmonument)
- Nieuwegracht bij 5, Hofpoort (rijksmonument)
- Nieuwegracht 63, poort naar het voormalige Catharijnegasthuis (rijksmonument)
- Pauluspoort, poort naar de Paulusabdij, afgebroken rond 1837
- Servetstraat bij 5, poort uit 1634 van het Bisschopshof (rijksmonument)
- Springweg bij 102, laat-gotische poort van het Regulierenklooster met Weeshuispoort (rijksmonument)
- Trans bij 10, poortje met engelenkop als sluitsteen, gedekt door kroonlijst met trigliefen en metopen (rijksmonument)

Noemenswaardig is verder nog het Romeinse fort Traiectum dat meerdere toegangspoorten kende. Van het hoofdkwartier in het fort is de poort deels bewaard gebleven.